# トゥワイク・クラブ
トゥワイク・クラブ（英語: Tuwaiq ClubまたはTaweek Club, アラビア語: نادي طويق)）は、サウジアラビアのアッ・ズルフィーをホームタウンとする、サウジ・セカンドディヴィジョンリーグに加盟するプロサッカークラブである。

## タイトル

### 国内タイトル
- なし

### 国際タイトル
- なし

## 歴代監督
- ムンゼル・マフルーフ 2023-